# Sneathia
Sneathia ist eine Gattung Gram-negativer, stäbchen-förmiger Bakterien. Auch pleomorphe (vielgestaltige) Zellformen treten auf, es können auch fadenförmige Zellketten (Hyphen oder Filamente genannt) entstehen.
Sneathia besitzt keine Flagellen, es bewegt sich nicht aktiv fort. Mitglieder der Gattung bilden keine Sporen. Die Gattung und ihre Arten sind Mitglieder der Familie Leptotrichiaceae. Sneathia wurde nach dem Mikrobiologen H. A. Sneath benannt.
Arten der Gattung Sneathia sind Teil des Scheidenflora bei Frauen. Die Anwesenheit bestimmter Arten wie S. amnii scheint eine ursächliche Rolle bei Frühgeburten zu spielen.

## Arten
Derzeit sind nur wenige Arten in der Gattung bekannt, z. B. Sneathia sanguinegens und S. vaginalis (einschließlich des potentiellen Synonyms S. amnii).